# Salah Abu Seif
Salah Abu Seif (àrab: صلاح أبو سيف, Ṣalāḥ Abū Sayf) (10 de maig de 1915-23 de juny de 1996) va ser un dels més famosos directors de cinema egipci, considerat el padrí del neorealisme cinematogràfic a Egipte. Moltes de les quaranta-una pel·lícules que va dirigir són considerades clàssiques del cinema egipci. La seva pel·lícula Bidaya wa-nihaya (1960) va ser la primera adaptació d'una novel·la del guanyador del Premi Nobel Naguib Mahfuz.
El seu nom també s'ha transcrit Salah Abu Saif, Salah Abou Seif o Salah Abouseif.
En 1977 va ser membre del jurat en el 10è Festival Internacional de Cinema de Moscou.

## Biografia
Salah Abu Seif va néixer a Boulaq, un barri pobre del Caire. Va ser emprat en una fàbrica tèxtil, després estudiar comerç. Es va convertir en assistent de director el 1934. Després d'haver passat alguns anys a les sales de redacció d'importants obres, va produir el 1945 el seu primer llargmetratge, un remake de la pel·lícula estatunidenca Waterloo Bridge.
Va col·laborat sovint amb l'actriu i productora Faten Hamama i amb els actors egipcis Omar Sharif i Salah Mansour.

## Filmografia
- دايماً في قلبي (Dàyman fi-qalbí) - Sempre al meu cor (1946)
- المنتقم (Al-múntaqim) - El venjador (1947)
- مغامرات عنتر وعبلة (Mughamarat Antar wa-Abla) - Les aventures d'Àntar i Abla (1948)
- شارع البهلوان (Xari al-Bahlawan) - El carrer de l'acròbata (1948)
- الصقر (As-saqr) - El falcó (1950)
- الحب بهدلة (Al-hubb bàhdala) - L'amor és un problema (1951)
- لك يوم يا ظالم (Lak yawm ya dhàlim) - El teu dia arribarà (1951)
- الأسطى حسن (Al-usta Hàssan) - El mestre Hàssan (1952)
- ريا وسكينة (Rayà wa-Sakina) - Rayà i Sakina (1953)
- الوحش (Al-wahx) - El monstre (1954)
- شباب إمرأة (Xabab Imraa) - La joventut d'una dona (1956)
- الفتوة (Al-futuwwa) - El pinxo (1957)
- الوسادة الخالية (Al-wissada al-khàliya) - El coixí buit (1957)
- لا أنام (La anam) - No dormo (1957)
- مجرم في إجازة (Múgrim fi-igaza) - Un criminal de vacances (1958)
- الطريق المسدود (At-tariq al-masdud) - El camí tancat (1958)
- هذا هو الحب (Hadha huwa al-hubb) - Això és l'amor (1958)
- أنا حرة (Anà hurra) - Sóc lliura (1959)
- بين السماء والأرض (Bayn as-samà wa-l-ard) - Entre el cel i la terra (1959)
- لوعة الحب (Làwat al-hubb) - L'agonia de l'amor (1960)
- البنات والصيف (Al-banat wa-as-sayf) - Les noies i l'estiu (1960)
- بداية ونهاية (Bidaya wa-nihaya) - Principi i fi (1960)
- لا تطفىء الشمس (La tutfi aix-xams) - El sol no s'apaga (1961)
- لا وقت للحب (La waqt li-l-hubb) - No hi ha temps per a l'amor (1963)
- رسالة من إمرأة مجهولة (Rissala min ímraa mag·houla) - Carta d'una dona desconeguda (1963)
- القاهرة ٣٠ (Al-Qàhira 30) - El Caire 30 (1966)
- الزوجة الثانية (Az-zawga ath-thàniya) - La segona esposa (1967)
- القضية ٦٨ (Al-qadiyya 68) - El cas 68 (1969)
- ثلاث نساء (Thalath nissà) - Tres dones (1969)
- شيء من العذاب (Xay min al-adhab) - Una mica de turment (1969)
- فجر الإسلام (Fajr al-islam) - L'alba de l'islam (1971)
- السيد كاف (As-sàyyid Kaf) - El senyor Kaf (1994)
- حمام الملاطيلي (Hammam al-Malatilí) - Els banys d'al-Malatilí (1973)
- الكذاب (Al-kaddhab) - El mentider (1975)
- سنة أولى حب (Sana ula hubb) - Primer any de l'amor (1976)
- سقطت في بحر العسل (Sàqatat fi-bahr al-àssal) - (Ella) va caure en el mar de la mel (1977)
- السقا مات (As-saqqà mata) - L'aiguader s'ha mort (1977)
- المجرم (Al-múgrim) - El criminal (1978)2=
- القادسية (Al-Qadissiyya) - La Qadissiya (1982)
- البداية (Al-bidaya) - El principi (1986)
- المواطن مصري (Al-muwatin misrí) - El ciutadà egipci (1991)

## Premis
- Mughamarat Antar wa-Abla (1948) nominada al "Gran Premi del Festival" al 3r Festival Internacional de Cinema de Canes
- Al-Wahx (1954) nominada al "Gran Premi del Festival" al 7è Festival Internacional de Cinema de Canes
- Xabab imraa (1956) nominada a la "Palma d'Or" al 9è Festival Internacional de Cinema de Canes
- Al-Futuwa (1957) nominada a l'"Ós d'Or de Berlín" al 7è Festival Internacional de Cinema de Berlín
- Bidaya wa-nihaya (1960) nominada al premi "Gran Premi" al 2n Festival Internacional de Cinema de Moscou[4]
- As-saqqà mata (1977) va guanyar el premi a la "Millor Pel·lícula de l'Any" en l'Associació de Cinema Egipci
- Al-Qadissiyya (1981) nominada al "Premi d'Or" al 12è Festival Internacional de Cinema de Moscou[5]
- Al-Muwatin misrí (1991) nominada a l'"Ór de Sant Jordi" al 17è Festival Internacional de Cinema de Moscou[6]